# Prionus unilamellatus
Prionus unilamellatus là một loài bọ cánh cứng trong họ Cerambycidae.